# ヨッシーのクッキー
『ヨッシーのクッキー』 (Yoshi's Cookie) は、任天堂より1992年11月21日に発売されたファミリーコンピュータ（FC）用およびゲームボーイ（GB）用パズルゲーム。マリオシリーズに登場するマリオとヨッシーがクッキー作りを行うパズルゲームであり、同じ種類ごとに揃えて消滅させる1人プレイと、消滅させる速さを競うVSプレイが存在する。
1993年、新たなモードを追加したスーパーファミコン（SFC）版がBPSより発売された。また2003年発売のニンテンドー ゲームキューブ（GC）用ソフト『NINTENDOパズルコレクション』（以下GC版）にはリメイク版が収録されているほか、GC本体とゲームボーイアドバンス（GBA）本体をGBAケーブルで接続することでGBA上でFC版の1人用モードをプレイできる。2008年にはWii用バーチャルコンソール対応ソフトとしてFC版の配信が開始されたが、2013年をもって配信を終了した。

## システム
フィールド（1人プレイ時は8マス×8マス、VSモード時は5マス×5マス）内に一定数のクッキーが配置された状態から始まる。クッキーの種類は、ハート、フラワー、チェック、ダイヤモンド、サークル、ヨッシーの6種類（後述の隠しラウンドでは異なる）。配置されたクッキーは、縦や横の特定の一列を選択し1個分ずらすことができる（端のクッキーの位置は上下または左右でループする）。同じ種類のクッキーが一列に並ぶとその列が消滅する。ヨッシークッキーは全てのクッキーの代わりに用いることができる。
スコアは消した列の個数に応じた素点（2個で10、3個で20と倍々に増加）が加点され、その後の連鎖毎に、その回数に応じた得点倍率（2回で2倍、3回で4倍と倍化）が素点に掛けられて加点されていく。

### 1人プレイ
8マス×8マスのフィールドで行われるモード。
フィールド内のクッキーを全て消すとステージクリアになり次のステージへ進む。フィールドにはプレイヤーが操作するクッキーが左下に集められており、一定時間経過ごと現在のクッキーの列数に沿って上端と右端からクッキーが徐々に接近し、接触すると補充される（接近中にフィールドの列数が減ると、補充分の列も削られる）。縦または横の端までクッキーが詰まるとゲームオーバーとなる。補充されるクッキーは任意で速度を上げて出現させられる他、ゲームレベルに応じて補充頻度が高速化するが、フィールド内のクッキーの消去が発生することで少しずつ後退するようになっており、連鎖をすることで画面端に追い込むことができる。
画面右下には全種類のクッキーの絵柄の横にクッキーゲージが表示されており、消したクッキーの種類に応じたものへそれぞれ溜まっていく。1種類のゲージがいっぱいになると、クッキーの列が補充され、ゲージは0に戻り、フィールドに「ヨッシークッキー」が出現する。
10のステージで1つのラウンドとして区切られ、全てのステージをクリアすると次のラウンドへ進むことになる。その間には寸劇が見られる。ラウンド10をクリアしてエンディングが流れた後しばらく放置すると、隠しラウンドへの進み方が表示される。ラウンド11以降に登場するクッキーは、パックンフラワー、テレサ、ゲッソー、クリボー、スーパーキノコ、ノコノコの甲羅、ヨッシーの7種類になる。ラウンド99をクリアした後のエンディングは、ラウンド10をクリアした時のものと比べて豪華になっている。また、ラウンド11以降のBGMは1曲だけラウンド1〜10と異なる。

### VSプレイ
5マス×5マスのフィールドで行われるモード。FC・SFC版では2人、GB・GC版では2〜4人で対戦する。BGMの一つにはクシコス・ポストが使われている。
フィールド内は常にクッキーで満たされた状態で、クッキーを消した後には即時補充される。クッキーを消すごとに「ポイントゲージ」が溜まっていき相手よりも先にゲージが上限（25点）に達すると勝利となる。また、クッキーを消さない状態が続くと「タイムゲージ」が増え続け、ゲージが溜まりきると敗北となる（SFC版とGC版では導火線という形で表現）。こうした勝負を繰り返し、3勝すると全体的な勝利者となる。
クッキーを消すごとに、補充されるクッキーの中にヨッシークッキーが1つ現れる。ただし2連鎖または2列同時消しを行うとヨッシークッキーが5つ現れる。1人プレイ時とは異なり、ヨッシークッキーは同種のものを並べた時のみ消すことができる。自フィールドの上部には「（プレーヤー番号またはプレーヤー名）（特殊効果名）」の形で表示されている。ヨッシークッキーを消した際には、ここに表示されているプレーヤーに対し、表示されている内容の特殊効果が発動する。GB・SFC・GC版では、発動効果が自身に有利か不利かが〇または×の札で示されている。発動内容は以下の通り。
- -7、-3、+3：対象プレイヤーのポイントゲージがそれぞれの数値分だけ増減する。
- BLIND：一定時間、フィールド中央の3マス×3マスの枠が「?」で覆われて見えなくなる。
- PANIC：一定時間、クッキーの位置がシャッフルされ続ける。受けた人はこの間クッキーの並べ替えはできない。
- SLAVE：一定時間、カーソルやクッキー並べ替えの動作が発動した人と同じになり、受けた人は一切操作できない。自身に対して発動した場合は何も起こらない。

なお、PANICとSLAVEを受けている間は持ち時間が減らない。

## キャラクター
対戦で使用できるキャラクターはFC版を除く作品では、マリオ、ヨッシー、ピーチ、クッパの4人が登場する。GB版の対コンピュータ（CPU）戦ではプレイヤーが選べるのはマリオのみで、ヨッシー・ピーチ・クッパの順でクッキーを消すスピードや妨害を仕掛けてくる頻度が上がる。SFC版とGC版のキャラクターは以下のような能力を持ち、一定条件を満たすとCPUの思考能力が上がる。
マリオ
平均的な能力を持っている。
ヨッシー
BLIND・PANIC・SLAVE攻撃を受けた際の影響時間が短い。ヨッシークッキーの効果内容が変わる周期が長い。
ピーチ
BLIND・PANIC・SLAVE攻撃を受けると長時間影響される。ヨッシークッキーの効果内容が変わる周期が短い。
クッパ
BLIND・PANIC・SLAVE攻撃の影響を長時間与えることができる。クッキーを消すまでの時間制限が短い。

## 移植版
| No. | タイトル                                        | 発売日                                  | 対応機種           | 開発元     | 発売元     | メディア                              | 型式               | 備考                                | Ref.        |
| --- | ----------------------------------------------- | --------------------------------------- | ------------------ | ---------- | ---------- | ------------------------------------- | ------------------ | ----------------------------------- | ----------- |
| 1   | ヨッシーのクッキー                              | 1993年6月 1993年7月9日                  | スーパーファミコン | BPS        | 任天堂 BPS | 4メガビットロムカセット               | SNS-YC-USA SHVC-YC | 新たなモードを追加                  |             |
| 2   | ヨッシーのクッキー クルッポンオーブンでクッキー | 1993年                                  | スーパーファミコン | BPS        | National   | ロムカセット                          | SHVC-YO            | SFC版に新たなモードを追加、非売品   |             |
| 3   | NINTENDOパズルコレクション                      | 2003年2月7日                            | ゲームキューブ     | NST トーセ | 任天堂     | 8センチ光ディスク                     | -                  | リメイク作とFC版をプレイ可能        | [ 5 ]       |
| 4   | ヨッシーのクッキー                              | 2008年4月4日 2008年4月7日 2008年6月10日 | Wii                | トーセ     | 任天堂     | ダウンロード （バーチャルコンソール） | -                  | FC版の移植 2013年10月11日に配信終了 | [ 6 ] [ 7 ] |

ヨッシーのクッキー（SFC版）
BPSより発売された。1人用モードの「ACTION」と2人用モード「VS」の他に、新たに少ない手数でクッキーの全消しを目指す「PUZZLE」モードが追加されている。
ヨッシーのクッキー クルッポンオーブンでクッキー
松下電器産業（現：パナソニック）のオーブンレンジ「クルッポンオーブン（NE-KC77）」の発売記念に500本ほど配られた非売品ソフト。クッキー生地の作成からNE-KC77を用いての焼成方法など、作り方を指南する「クッキング」モードがSFC版に追加されている。
制作元のBPSは要望が多ければ製品化の方針だったが、実現しなかった。
NINTENDOパズルコレクション
収録作品のひとつとして登場した。1人プレイ用の「ストーリー」モードでは、様々なキャラクターとVSモードのルールで対戦しながらクッパの元へ向かう。ゲームのルールを詳しく解説するモードもある。また、対戦モードでは4人まで対戦できるようになった他、GC本体とGBA本体をGBAケーブルで接続することで、GBA上でFC版の1人用モードをプレイできる。ヨッシークッキーが全てのクッキーの代わりに用いることができなくなっている。

## 開発
トーセが開発を担当し、プロデューサーはアーケードゲーム『ドンキーコング』（1981年）やディスクシステム用ソフト『メトロイド』（1986年）などを手掛けた横井軍平、ディレクターはスーパーファミコン用ソフト『スペースバズーカ』（1992年）を手掛けた山本雅央およびスーパーファミコン用ソフト『パネルでポン』（1995年）を手掛けた山上仁志、音楽はNOISE FACTORYに所属していた生田ノブヤおよびテクモから稼働されたアーケードゲーム『雷電』（1990年）を手掛けた佐藤亜希羅が担当している。
本作のゲームルールは、BPSとホームデータ（後の魔法株式会社）が開発したゲームソフト『ヘルメティカ』（アーケード、ロケテストのみ）の原型と似ている部分があり、SFC版では両社のクレジット表示がある。またSFC版のスタッフロールによれば、パズル担当のクレジットとして『テトリス』の生みの親、アレクセイ・パジトノフの名前がある。

### スタッフ
FC・GB版
- 音楽：生田ノブヤ 、佐藤亜希羅、TSUTOMU、西坂紀子
- キャラクター・デザイン：日野重文、松本千恵子、いのうえみか
- プログラマー：ヂュー・リー、よしかわのなえ、山本雄一
- ディレクター：山本雅央、山上仁志、たかさごたつひろ、RYOJIN
- スペシャル・サンクス：橋本賢一、ひのうえまさし、兼重力
- プロデューサー：横井軍平

SFC版
- エグゼクティブ・プロデューサー：ヘンク・ブラウアー・ロジャース
- プロデューサー：名越康晃、デヴィッド・ノルテ
- ディレクター：たかとりまさより、きたざわとしひこ
- ソフトウェア・デベロップメント・マネージャー：ジョン・ノル
- パズル：アレクセイ・パジトノフ
- 音楽：西坂紀子

## 評価
ファミリーコンピュータ版
ゲーム誌『ファミリーコンピュータMagazine』の読者投票による「ゲーム通信簿」での評価は21.3点（満30点）。
| 項目 | キャラクタ | 音楽 | お買得度 | 操作性 | 熱中度 | オリジナリティ | 総合 |
| 得点 | 3.7        | 3.4  | 3.6      | 3.5    | 3.7    | 3.5            | 21.3 |

ゲームボーイ版
ゲーム誌『ファミコン通信』の「クロスレビュー」では合計29点（満40点）、『ファミリーコンピュータMagazine』の読者投票による「ゲーム通信簿」での評価は20.6点（満30点）。
| 項目 | キャラクタ | 音楽 | お買得度 | 操作性 | 熱中度 | オリジナリティ | 総合 |
| 得点 | 3.4        | 3.2  | 3.6      | 3.4    | 3.5    | 3.5            | 20.6 |

スーパーファミコン版
『ファミコン通信』の「クロスレビュー」では、8・7・7・5の合計27点（満40点）、『ファミリーコンピュータMagazine』の読者投票による「ゲーム通信簿」での評価は21.3点（満30点）。
| 項目 | キャラクタ | 音楽 | お買得度 | 操作性 | 熱中度 | オリジナリティ | 総合 |
| 得点 | 3.8        | 3.3  | 3.5      | 3.5    | 3.7    | 3.4            | 21.3 |

## 関連作品
サウンドトラック
『ファミコン サウンドヒストリーシリーズ「マリオ ザ ミュージック」』（2004年7月22日、サイトロン・デジタルコンテンツ）
収録楽曲内の一部として収録されている。